# Relacions entre Espanya i Alemanya
Les relacions hispana-alemanyes comprenen un ampli i intens espectre d'intercanvis, tractats, pactes i conflictes, punt polítics, diplomàtics, econòmics com a culturals, entre els dos Estats, el Regne d'Espanya i la República Federal d'Alemanya. Encara que les relacions entre tots dos pobles es puguin datar des dels orígens del Sacre Imperi Romanogermànic, no és sinó fins a 1871, amb la Unificació alemanya a càrrec de Bismarck i la consegüent implantació de l'Imperi Alemany, que es veuen oficialment establertes.
Des de tal any tots dos països han mantingut unes intenses i, generalment, constructives, relacions recíproques. Només després de les dues Guerres Mundials es van veure interrompudes les relacions per un breu període. Després de la Segona Guerra Mundial es van mantenir relacions bilaterals amb les dues Alemanyes: amb la República Federal d'Alemanya des de 1948 i amb la República Democràtica Alemanya des de 1973, aquestes últimes de molta menor intensitat que les primeres. A partir del 3 d'octubre de 1990, data de la Reunificació alemanya, es mantenen relacions amb l'Alemanya reunificada. Actualment, tots dos països són membres de la Unió Europea.

## Context històric
Per entendre millor les relacions entre Alemanya i Espanya s'exposa a continuació un resum cronològic de la història de tots dos països des de 1871 (es mostren els períodes històrics més importants; en el cas de caps d'Estat o de Govern, en els intervals de temps en els quals la història de cada país ha estat estable).
| Espanya | Alemanya |
| --- | --- |
| - 1868-1873: Sexenni Democràtic - 1871-1873: Amadeu I d'Espanya - 1873-1874: Primera República Espanyola - 1874-1931: Restauració borbònica - 1874-1885: Alfons XII d'Espanya - 1885-1902: Maria Cristina d'Àustria (reina regent) - 1902-1931: Alfons XIII d'Espanya - 1931-1939: Segona República Espanyola - 1936-1939: Guerra Civil Espanyola - 1939-1975: Dictadura de Francisco Franco - 1975-1982: Transició espanyola - 1976-1981: Adolfo Suárez González - 1981-1982: Leopoldo Calvo-Sotelo - Des de 1982: Espanya - 1982-1996: Felipe González Márquez - 1996-2004: José María Aznar López - 2004-2011: José Luis Rodríguez Zapatero - 2011-2018: Mariano Rajoy Brey - Des de 2018: Pedro Sánchez Pérez-Castejón | - 1871-1918: Imperi alemany - 1871-1888: Guillem I d'Alemanya - 1888: Frederic III d'Alemanya - 1888-1918: Guillem II d'Alemanya - 1919-1933: República de Weimar - 1933-1945: Alemanya nazi - 1945-1949: Alemanya ocupada - 1949-1990: RFA - 1949-1963: Konrad Adenauer - 1963-1966: Ludwig Erhard - 1966-1969: Kurt Georg Kiesinger - 1969-1974: Willy Brandt - 1974-1982: Helmut Schmidt - 1982-1990: Helmut Kohl - 1949-1990: RDA - 1949-1960: Wilhelm Pieck - 1960-1973: Walter Ulbricht - 1973-1976: Willi Stoph - 1976-1989: Erich Honecker - 1989: Egon Krenz - 1989-1990: Manfred Gerlach - 1990: Sabine Bergmann-Pohl - Des de 1990: Alemanya - 1990-1998: Helmut Kohl - 1998-2005: Gerhard Schröder - 2005-2021: Angela Merkel - Des de 2021: Olaf Scholz |

## Relacions diplomàtiques

### Ambaixades i consolats
- Missions diplomàtiques d'Espanya a Alemanya:
  - Ambaixada d'Espanya a Berlín: Lichtensteinallee, 1. 10787, Berlín
  - Consolat General d'Espanya a Düsseldorf: Homberger Straßi 16. 40474, Düsseldorf
  - Consolat General d'Espanya a Frankfurt del Main: Nibelungenplatz 3. 60318, Frankfurt am Main
  - Consolat General d'Espanya a Hamburg: Mittelweg 37. 20148, Hamburg
  - Consolat General d'Espanya a Hannover: Bödekerstraßi 22. 30161, Hannover
  - Consolat General d'Espanya a Múnic: Oberföhringer Straßi 45. 81925, München
  - Consolat General d'Espanya a Stuttgart: Lenzhalde 61. 70192, Stuttgart
  - Consolat Honorari d'Espanya a Dresden: An der Frauenkirche 13. 01067, Dresden

- Missions diplomàtiques d'Alemanya a Espanya:
  - Ambaixada d'Alemanya a Madrid: Calle de Fortuny, 8. 28010 Madrid
  - Consolat General d'Alemanya a Barcelona: Passeig de Gracia 111. 08008 Barcelona
  - Consolat General d'Alemanya a Sevilla: Fernández i González, 2-2°, Edifici Allianz. 41001 Sevilla
  - Consolat d'Alemanya a Las Palmas de Gran Canaria: Calle Albareda, 3 -2°. 35007 Las Palmas de Gran Canaria
  - Consolat d'Alemanya a Màlaga: Edifici Eurocom, Bloc Sud, c/ Maurici Moro Pareto, 2 – 5°. 29006 Màlaga
  - Consolat d'Alemanya a Palma: C/ Porto Pi, 8, 3°-D. 07015 Palma
  - Consolat Honorari d'Alemanya a Almeria: Centre Comercial Neptú, Avinguda Carlos III, N° 401, local 18 baix. 04720 Aguadulce (Almeria).
  - Consolat Honorari d'Alemanya a Alacant: Plaza Calvo Sotelo, 1-2, 5°. 03001 Alacant
  - Consolat Honorari d'Alemanya a Bilbao: C. Sant Vicent, 8, Edifici Albia, planta 13. 48001 Bilbao
  - Consolat Honorari d'Alemanya a Gijón: C/ Capua 29, 3° A. 33202 Gijón/Astúries
  - Consolat Honorari d'Alemanya a Eivissa: Carrer d'Antonio Jaume, 2 - 2°,9a. 07800 Illa d'Eivissa
  - Consolat Honorari d'Alemanya a Jerez de la Frontera: Avinguda Duc de Abrantes, 44. 11407 Jerez de la Frontera
  - Consolat Honorari d'Alemanya a Maó: Carrer D'és Negres 32, 07703 Maó/Menorca
  - Consolat Honorari d'Alemanya a Sant Sebastià: Fuenterrabia n° 15- 3° izda. 20005 Sant Sebastià
  - Consolat Honorari d'Alemanya en Santa Creu de la Palma: Avinguda Marítima, n°66. 38700 Santa Cruz de La Palma
  - Consolat Honorari d'Alemanya a València: Av. Marquès de Sotelo, 3 - 6°, 13 C. 46002 València
  - Consolat Honorari d'Alemanya a Vigo: Av. Gran Via, 170 - 1° I. 36211 Vigo
  - Consolat Honorari d'Alemanya a Saragossa: C/5 de Març 7, 1°Esq. 50004 Saragossa

### Ambaixadors
| Període           | Ambaixador                                  | Lloc de l'ambaixada                                                                                |
| ----------------- | ------------------------------------------- | -------------------------------------------------------------------------------------------------- |
| 1893 - 1900       | Felipe Méndez de Vigo                       | Palau Tiele-Winkler, Regentenstr. 15 (Hitzigallee), Berlín                                         |
| 1900 - 1906       | Ángel de Ruata y Sichar                     | |
| 1906 - 1920       | Luis Polo de Bernabé                        | |
| 1920 - 1927       | Pablo Soler y Guardiola                     | |
| 1927 - 1931       | Fernando Espinosa de los Monteros           | |
| 1931 - 1932       | Américo Castro                              | |
| 1932 - 1933       | Luis Araquistáin y Quevedo                  | |
| 1933 - 1934       | Luis de Zulueta y Escolano                  | |
| 1935 - 1936       | Francisco Agramonte y Cortijo               | |
| 1937 - 1940       | Antonio Magaz y Pers                        | |
| 1940 - 1941       | Eugenio Espinosa de los Monteros            | |
| 1941 - 1942       | José Finat y Escrivá de Romaní              | |
| 1942 - 1945       | Ginés Vidal y Saura                         | Fins al març de 1943 al Palau Tiele-Winkler, Berlín Edifici al carrer Liechtensteinallee 1, Berlín |
| 1945 - 1952       | Interrupció de les relacions diplomàtiques  | Interrupció de les relacions diplomàtiques                                                         |
| 1952 - 1959       | Antonio María Aguirre y Gonzalo             | Bonn                                                                                               |
| 1959 - 1964       | Luis de Urquijo y Lanchedo                  | |
| 1964 - 1971       | José Sebastián de Erice y O'Shea            | |
| 1971 - 1974       | Francisco Javier Conde García               | |
| 1975 - 1981       | Emilio Garrido y Díaz-Cabañete              | |
| 1982 - 1983       | Juan Durán-Loriga Rodrigáñez                | |
| 1983 - 1991       | Eduardo Foncilla Casaus                     | |
| 1991 - 1996       | Fernando Perpiñá-Robert Pereira             | |
| 1996 - 2002       | José Pedro Sebastián de Erice y Gómez-Acebo | Fins al 1999 a Bonn Schönberger Ufer 89, Berlín                                                    |
| 2002 - 2004       | José Rodríguez-Spiteri Palazuelo            | Des d'octubre de 2003 al carrer Liechtensteinallee 1, Berlín                                       |
| 2004 - 2008       | Gabriel Busquets Aparicio                   | |
| 2008 - Actualitat | Rafael Dezcallar de Mazarredo               | |

- Ambaixadors d'Alemanya —RFA entre 1949 i 1990— a Espanya (des de 1920):

| Període                                      | Ambaixador                                                   | Lloc de l'ambaixada                                   |
| -------------------------------------------- | ------------------------------------------------------------ | ----------------------------------------------------- |
| 1920 - 1925                                  | Ernst Langwerth von Simmern                                  | Paseo de la Castellana 4, Madrid                      |
| 1926 - 1936                                  | Johannes von Welczeck                                        |                                                       |
| 1936                                         | Hans Völkers                                                 |                                                       |
| 1936 - 1937                                  | Wilhelm Faupel                                               |                                                       |
| 1937 - 1942                                  | Eberhard von Stohrer                                         | Av. del Generalísimo núm. 4, Madrid                   |
| 1943                                         | Hans-Adolf von Moltke                                        |                                                       |
| 1943 - 1944                                  | Hans-Heinrich Dieckhoff                                      |                                                       |
| 1944 - 1945                                  | Sigismund von Bibra                                          | Ambaixada clausurada provisionalment                  |
| 1945 - 1952                                  | Interrupció de les relacions diplomàtiques                   | Interrupció de les relacions diplomàtiques            |
| 6 de novembre del 1952 - 31 de març del 1956 | Adalbert von Bayern (príncep Adalbert de Baviera i de Borbó) | Ambaixada provisional en un pis del carrer Hermosilla |
| 27 de setembre del 1956 - 1958               | Karl Heinrich Knappstein                                     |                                                       |
| 12 de juny del 1958 - 1963                   | Wolfgang von Welck                                           |                                                       |
| 11 de juliol del 1963 - 1968                 | Helmut Allardt                                               | Des de 1966 al carrer Fortuny núm. 8, Madrid          |
| 25 de gener del 1968 - 1974                  | Hermann Meyer-Lindenberg                                     |                                                       |
| 11 de juny del 1974 - 1977                   | Georg von Lilienfeld                                         |                                                       |
| 8 de setembre del 1977 - 1982                | Lothar Lahn                                                  |                                                       |
| 1 de febrer del 1982 - 1992                  | Guido Brunner                                                |                                                       |
| 1992 - 1995                                  | Hermann Huber                                                |                                                       |
| 1995 - 1999                                  | Henning Wegener                                              |                                                       |
| 1999 - 2002                                  | Joachim Bitterlich                                           |                                                       |
| 2003 - 2005                                  | Georg Boomgaarden                                            |                                                       |
| 2006 - Actualitat                            | Wolf-Ruthart Born                                            |                                                       |